# 洛哈大学体育联盟
洛哈大学体育联盟（Liga Deportiva Universitaria de Loja，LDU Loja），是厄瓜多尔洛哈市的一个足球俱乐部。2010年。该队获得厄瓜多尔足球乙级联赛冠军，升入厄瓜多尔足球甲级联赛。